# Saint-Vivien-de-Monségur
Saint-Vivien-de-Monségur is een gemeente in het Franse departement Gironde (regio Nouvelle-Aquitaine) en telt 375 inwoners (2004). De plaats maakt deel uit van het arrondissement Langon.

## Geografie
De oppervlakte van Saint-Vivien-de-Monségur bedraagt 15,7 km², de bevolkingsdichtheid is 23,9 inwoners per km².
De onderstaande kaart toont de ligging van Saint-Vivien-de-Monségur met de belangrijkste infrastructuur en aangrenzende gemeenten.

## Demografie
Onderstaande figuur toont het verloop van het inwonertal (bron: INSEE-tellingen).